# 辛殿枫
辛殿枫（1933年—），吉林双辽人，中国人民解放军将领、中国人民解放军中将。
毕业于空军航空学校。1993年，接替曹双明，担任沈阳军区空军司令员。1993年，由卢登华接任。1993年，授中国人民解放军中将军衔。